# میگل آنخل مویا
میگل آنخل مویا رومبو (اسپانیایی: Miguel Ángel Moyà Rumbo‎؛ زادهٔ ۲ آوریل ۱۹۸۴) بازیکن فوتبال اهل اسپانیا است.